# Калиш-Ротем, Эйнат
Эйнат Калиш-Ротем (ивр. עינת קליש-רותם‎, род. 3 сентября 1970, Хайфа) — мэр израильского города Хайфа в 2018—2024 годах. Глава фракции «Жизнь в Хайфе» (ивр. "חיים בחיפה"‎) в партии Авода.

## Биография
У Эйнат Калиш русско-польские корни. Ее отец — Авраам Ротем, инженер-металлург, родился в Актюбинске во время 2-й мировой войны, после того как семья сумела убежать из Польши.
Калиш-Ротем родилась, выросла и получила образование в Хайфе. Она училась в средней школе Альянса и активно работала в Студенческом совете. После окончания школы Эйнат служила в армии в качестве научного сотрудника Военно-воздушных сил Израиля.
У Калиш был младший брат, который умер от рака, когда ему было 19 лет, а год спустя от болезни умерла и ее мать, в возрасте 54 лет.
В 1995 году Эйнат окончила бакалавриат по специальности архитектуры в Технионе, а в 2001 году получила там же диплом магистра в области городского дизайна с отличием.
Эйнат Калиш-Ротем — архитектор и проектировщик городов, специализируется в восстановлении и реконструкции промышленных городов. В 2007 году защитила степень доктора в области городского планирования и обновления в Швейцарской высшей технической школе Цюриха.

## Общественная карьера
В 1996—2012 годах она читала лекции в Технионе и Тель-Авивском университете.
В 2012 году Эйнат Калиш-Ротем основала в партнерстве с архитектором Яэль Сион-Гейст архитектурное бюро «Городской эскиз» (ивр. "מתווה עירוני"‎), которое занимается городским и региональным планированием. Она получила несколько наград, в том числе награду Министерства охраны окружающей среды Израиля в 2007 году в конкурсе по экологическому строительству на тему «Восстановление существующих текстур и искусственной среды». Бюро продолжает свою деятельность под руководством Яэль Сион-Гейст после избрания Калиш-Ротем на пост мэра Хайфы в октябре 2018 года.
В 2011 году Эйнат Калиш-Ротем была избрана председателем «Ассоциации архитекторов Хайфы» и в Исполнительный комитет «Коалиции общественного здравоохранения».
В следующем году Эйнат Калиш вместе с Гилой Замир и Ницаном Калуш возглавила общественную борьбу за поиск решения по изменению расположению железнодорожных путей в Хайфе, чтобы улучшить пешеходную доступность набережных и пляжей города, которая ограничена проходящими вдоль береговой линии железнодорожными путями. Решение не было найдено.
В марте 2018 года Местным комитетом по планированию и строительству Самарии был подан иск за строительное правонарушение в суд по местным делам в Хадере, относительно строительства частного дома в Зихрон-Яакове, спроектированного Эйнат Калиш-Ротем несколько лет назад, который был построен без разрешения на строительство. Иск был подан в отношении владельцев дома, компании-застройщика, управляющей компании, инженера-проектировщика и Эйнат Калиш-Ротем, как архитектора этого дома. По решению суда все понесли соразмерное наказание, а Калиш-Ротем была оштрафована на 30 000 шекелей. Судебный процесс закончился мировым соглашением, по которому страховой компанией была выплачена компенсация.

## Политическая карьера
На муниципальных выборах 2013 года она впервые баллотировалась на пост мэра Хайфы по независимому списку с фракцией «Жизнь в Хайфе», борясь против действующего на тот момент мэра Йоны Яхава. Калиш-Ротем получила 15 % голосов, а фракция «Жизнь в Хайфе» получила три места в муниципальном совете. Калиш-Ротем стала членом городского совета, не присоединилась к коалиции возглавляемой, удержавшимся на посту, мэром Йоной Яхавом и до следующих выборов 2018 года Эйнат Калиш находилась в активной оппозиции. Она не согласилась принять предложение о должности заместителя мэра с заработной платой и отказалась стать депутатом Кнессета в составе первой десятки большой партии. «Я не ищу деньги и не ищу политический джоб. Я вошла в политику только с одной целью — навести порядок в нашем родном городе. И точка. И никто не свернет меня с избранного пути».
В качестве члена городского совета она работала над изменениями в новом генплане Хайфы, который, по ее мнению, игнорировал необходимость обновления центра города. В план предлагалось внести перенос главного делового центра Хайфы на север, в район Хайфского залива, строительство променада и велосипедной дорожки вдоль улицы Алленби от Немецкой колонии к морю и снятие ограждений вокруг парк высоких технологий Матам и его интеграции в городское пространство.
В апреле 2017 года она объявила, что снова будет баллотироваться на пост мэра Хайфы по независимому списку с фракцией «Жизнь в Хайфе» на выборах 2018 года. Партия Авода заявила о своей поддержке этого. В октябре 2018 года, под конец предвыборной кампании, Калиш-Ротем и ее партия были ненадолго отстранены от участия в муниципальных выборах по решению МВД, после того как юрист партии Авода подписал как оба её списка на регистрацию (личный, как кандидата на пост мэра и список фракции «Жизнь в Хайфе»), так и списки её однопартийца, члена партии Авода, Исраэля Савьона и его фракции «Любители Хайфы» (ивр. "אוהבי חיפה"‎). Это создало ситуацию, в которой два списка представляли партию Авода на выборах в городской совет в нарушение закона о выборах, и из этих двух кандидатов, именно Эйнат Калиш-Ротем представляла серьезную угрозу, действовавшему на тот момент, мэру Хайфы Йоне Яхаву. В ответ Калиш-Ротем подала ходатайство в окружной суд Хайфы, но ходатайство было отклонено. Однако Калиш-Ротем подала апелляцию в Верховный суд Израиля, где её апелляция была принята, и оспариваемое ею решение о снятии ее кандидатуры было удовлетворено, потому что она действовала добросовестно.
В итоге, на муниципальных выборах 2018 года она победила мэра Йону Яхава, набрав 56 % голосов, что в полтора раза превысило количество голосов, набранных Йоной (38 %). Ее фракция «Жизнь в Хайфе» получила четыре места в городском совете.
Другой претендент, Давид Эциони, выбыл из гонки в последние дни и объявил, что поддерживает Калиш-Ротем. Она также получила поддержку фракции религиозных евреев Дегель ха-Тора и левого списка Мерец.
Результат знаменует собой первый случай, когда женщина была избрана мэром одного из трех крупнейших городов Израиля — Хайфы, Иерусалима и Тель-Авива — за 70 лет с момента основания государства.

## Работа в мэрии
При Калиш-Ротем в горсовете Хайфы были представлены следующие партии (на 2023 год, 15-й состав): «Хаим бе-Хейфа» (партия мэра А. Калиш, 4 представителя), «Йона Яхав и хайфская молодёжь» (4), «Зелёные Хайфы» (4), «Ликуд» (3), «Наш дом Хайфа» (местное отделение НДИ, 2), «Дегель ла-Тошав» (2), «Хайфский фронт — Хадаш» (2), «Маапах бе-Хейфа» (2), «Партия пенсионеров» (1), «Хейфа митхадешет» (1), «Еврейский дом» (1), «ШАС» (1), «Агудат Исраэль» (1), «Эхпат ли» (1), «Хейфа бишвилену» (1), «Мерец» (1).
После занятия поста мэра, Эйнат Калиш-Ротем провела полную реорганизацию кадрового состава муниципалитета, при этом было сокращено 24 работника уборочного департамента муниципалитета, проведённое без предварительного 30-дневного оповещения и слушаний («шимуа»).
Сделала заявление, что «Хайфа — не Израиль, а Израиль — не Хайфа», обосновывая этим своё отношение к лояльному арабскому населению: «Любой кто приходит в муниципалитет, увидит, что у мэра — арабские заместители, и они честно относятся к еврейскому населению. Арабы всегда были в руководстве города, и они в нем останутся до тех пор пока я — мэр».
Горсовет Хайфы утвердил дополнительный бюджет в размере 47,5 миллионов шекелей на улучшение инфраструктуры и укрепление чистоты, озеленения, безопасности и охраны в городских кварталах, в том числе выделил около 13 миллионов шекелей на дополнительные санитарные нужды города.
Запретила отстрел диких кабанов в Хайфе, делегировав решение проблемы Управления национальных парков и заповедников. Такое решение мотивировано тем, что использование огнестрельного оружия профессиональными охотниками подвергает жизнь жителей гораздо большему риску, чем кабаны.. При этом 5 июля 2023 года суд обязал муниципалитет Хайфы выплатить компенсацию таксисту, врезавшемуся в кабана — все аргументы муниципалитета были отклонены в пользу водителя.
Заблокировала строительство нового коммерческого порта в Хайфе, опасаясь предпосылок к развитию нефтехимической промышленности в Хайфском заливе и нанесения этим серьёзного ущерба экологии города.
18 июля 2021 года между Эйнат Калиш-Ротем и оппозицией привел к кризису в горсовете Хайфы, в результате чего оппозиция отправила в отставку русскоязычного и арабоязычного заместителя мэра. В результате этих действий оппозиции русскоязычные и арабские жители Хайфы потеряли своих представителей в руководстве города впервые за 20 лет. Ранее до этого, 6 Июля 2021 года, 7 голосами против 6 муниципальный совет Хайфы утвердил резолюцию, призывающую к отставке мэра города Эйнат Калиш-Ротем.

## Выборы 2024 года
На муниципальных выборах 2024 года Эйнат Калиш-Ротем получила менее 4,5 % голосов на выборах мэра и выбыла из борьбы за пост мэра (мэром стал Йона Яхав). Её список получил 2,2 % голосов в городской совет, в результате чего не смог преодолеть электоральный барьер для муниципальных списков.

## Личная жизнь
У Калиш-Ротем чёрный пояс по карате. Замужем за Боазом Калиш, инженером-механиком, специализирующимся на медицинских технологиях, у них двое сыновей. Живет в районе Рамот-Сапир в Хайфе.